# Rye House-samenzwering

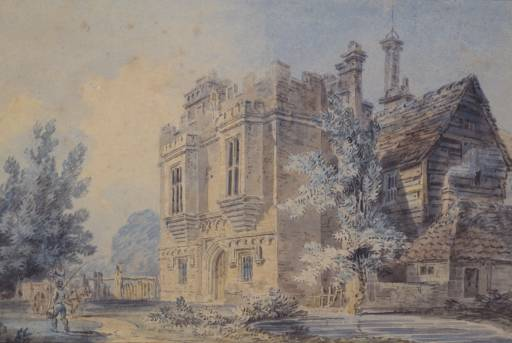
Rye House in Hertfordshire in een aquarel uit 1793 van J.M.W. Turner

De Rye Housesamenzwering van 1683 was een plan om koning Karel II van Engeland en zijn broer (en erfgenaam van de troon) Jacobus, de hertog van York te vermoorden. Historici verschillen in hun beoordeling in hoeverre de operationele plannen voor de uitvoering daadwerkelijk waren afgerond. Ongeacht de stand van zaken met betrekking tot het moordcomplot kan men zeggen dat een aantal oppositieleiders in Engeland het plan hadden opgevat om in opstand te komen tegen de Stuartmonarchie.
Na de ontdekking van de samenzwering trad de overheid hard op. Het kwam tot een reeks van staatsprocessen. Ook werden er repressieve maatregelen afgekondigd en wijdverbreide speurtochten naar wapens georganiseerd. De Rye Housesamenzwering liep vooruit op de Monmouth-opstand die twee jaar later, in 1685, in het zuidwesten van Engeland plaatsvond.

## Achtergrond
Na de Restauratie van de monarchie in 1660 onder Karel II van Engeland ontstond er bezorgdheid bij een aantal leden van het Engelse Parlement, voormalige republikeinen en delen van de Protestantse bevolking van Engeland dat de relatie van de koning met het Frankrijk van Lodewijk XIV en de andere katholieke heersers van Europa te nauw was geworden. Het antikatholieke sentiment, dat het rooms-katholicisme associeerde met het absolutisme, was wijdverspreid, en richtte vooral de aandacht op de Engelse troonopvolging. Terwijl Karel in het publiek anglicaans was, was het algemeen bekend dat hij en zijn broer katholieke  sympathieën hadden. Deze vermoedens werden in 1673 bevestigd toen Jacobus zich openlijk tot het rooms-katholicisme bekeerde.
In gang gezet door de door de oppositie aangewakkerde, doch fictieve Paapse samenzwering van de fantasten Titus Oates en Israel Tonge werd in 1681 de Exclusion Bill in het nieuw samengestelde Lagerhuis geïntroduceerd. Deze wet beoogde om Jacobus uit te sluiten van de Engelse troonopvolging. Karel was zijn tegenstanders echter te slim af. Hij schreef nieuwe verkiezingen uit en riep het parlement in 1681 bijeen in Oxford. Gebruikmakend van zijn prerogatieve bevoegdheden ontbond hij het Oxford-parlement na één week. Dit liet zijn tegenstanders zonder geoorloofde methode om de troonsopvolging door Jacobus te voorkomen. Geruchten over samenzweringen deden al spoedig de ronde. Met de "country party" in wanorde vluchtten Lord Melville, Lord Leven en Lord Shaftesbury, de leider van de oppositie tegen Karels regering, naar Holland, waar Shaftesbury al spoedig overleed. Vele bekende leden van het Engelse Parlement en edelen van de "country-partij" zouden al snel bekendstaan als Whigs, een factienaam die zou beklijven.

## Het vermeende complot
Rye House, een landhuis in Hertfordshire, was eigendom van een zekere Rumbold, een wederdoper die tijdens de Engelse Burgeroorlog als soldaat onder Oliver Cromwell had gediend. Het landgoed lag op de weg tussen Londen en Newmarket, waar Karel II een manege had gebouwd die hij frequent bezocht. Op 12 juni 1683 bracht ene Josiah Keeling, eveneens een wederdoper, het verhaal naar voren dat zich in maart van dat jaar een groep Whigs in Rye House had opgehouden om de terugkeer van de koning en zijn broer af te wachten. Op het gepaste moment zouden ze uit het landhuis stormen en Karel en Jacobus met donderbussen doodschieten. Op 22 maart 1683 was in Newmarket evenwel brand uitgebroken, waardoor Karel II en zijn entourage een week eerder naar Londen waren teruggekeerd: zodoende was de samenzwering door onvoorziene omstandigheden mislukt. William Howard, 3de baron Howard van Escrick, bevestigde dit verhaal als kroongetuige. De betrouwbaarheid van diens getuigenis is onzeker, maar het verhaal werd door koningsgezinden aangegrepen als bewijs van een op til zijnde Whig-revolutie in Londen, waarin Monmouth een spilfiguur zou zijn. Dit betekende de definitieve breuk tussen Karel II en zijn zoon.